# Анна де Бошан, 15-я графиня Уорик
Анна (Энн) де Бошан (англ. Anne de Beauchamp; 4 февраля 1444 — 3 января 1449) — 15-я графиня Уорик и 7-я баронесса Бергерш с 1446 года, дочь Генри де Бошана, 1-го герцога Уорик, и Сесили Невилл. Унаследовав в двухлетнем возрасте владения и титулы отца, Анна стала одной из самых значительных английских наследниц своего времени. Однако она умерла, не дожив до 5 лет, после чего возник спор о её наследстве. В итоге владения и титул графини Уорика унаследовала сестра её отца, Анна де Бошан, с мужем, Ричардом Невиллом, позже вошедшим в историю под прозвищем «Делатель королей».

## Происхождение
Анна происходила из знатного рода Бошанов. Её отец, Генри де Бошан, был богатым землевладельцем, унаследовавшим от отца титул графа Уорика и владения Бошанов, а от матери — владения Диспенсеров и титул барона Бергерша. Большая часть родовых поместий Бошанов находилась в западном Мидленде и на юге Уэльса, в основном располагавшихся вокруг Бошана в Уорикшире и Элмли в Вустершире; основные же поместья Диспенсеров располагалась в районе Тьюксбери в Глостершире. Кроме того, Генри владел некоторыми манорами в Корнуолле, Стаффордшире, Восточном Мидлендсе, Дареме и Восточной Англии. Он занимал наследственные должности камергера казначейства и шерифа Вустершира. Находясь в родстве с английскими королями, Бошан воспитывался вместе с королём Генрихом VI и пользовался его благосклонностью, получив в 1445 году титул герцога Уорика. Генри был женат на Сесили Невилл, дочери Ричарда Невилла, 5-го графа Солсбери, происходившей из могущественного рода Невиллов; его единственная полнородная сестра Анна была замужем за Ричардом Невиллом, братом Сесили и наследником графа Солсбери.

## Биография
Анна родилась 4 февраля 1444 года в Кардиффе (Уэльс). 11 июня 1446 года умер её отец, после чего двухлетняя Анна стала наследницей его владений, де-юре получив также титулы графини Уорик и баронессы Бергерш. Кроме того, после смерти Хамфри, герцога Глостера, дяди Генриха VI, Анна 23 февраля 1447 года унаследовала манор Нормандских островов, который ранее находился во владении её отца.
Анна, как и Маргарет Бофор, дочь умершего в 1444 году Джона Бофорта, 1-го герцога Сомерсета, была одной из самых значительных наследниц в Англии этого времени. Обе девочки были переданы под опеку их родственницы Алисы Чосер и её мужа Уильяма де ла Поля, получившего в 1448 году титул герцога Саффолка, ставшего после смерти в 1447 году графа Глостера и кардинала Бофорта фактическим правителем Англии. Саффолк планировал женить на графине Уорик своего наследника Джона, однако 3 января 1449 года Анна неожиданно умерла в его резиденции в Юэлме (Оксфордшир), не дожив до 5 лет. Её похоронили в Редингском аббатстве (Беркшир), которое, возможно, было выбрано, поскольку там была похоронена её прабабка, Констанция Йоркская.
Смерть графини Уорик вызвала споры за её наследство. 19 июня 1449 года Ричард Невилл участвовал в заседании парламента как граф Уорик по праву своей жены Анны, сестры Генри Бошана, герцога Уорика. Это решение пытались оспорить Маргарет Бошан, графиня Шрусбери, Элеанор Бошан, герцогиня Сомерсет, и Элизабет Бошан, баронесса Латимер, — дочери Ричарда Невилла, 13-го графа Уорика, от первого брака. Однако успеха они не добились: Анна была единственной полнородной сестрой герцога Уорика, а потому получила преимущество. Титул же барона Бергерша больше не использовался.